# Corrado Stajano

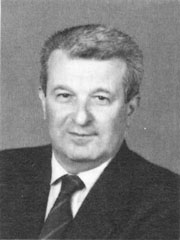
Corrado Stajano

Corrado Stajano (Cremona, 1930) es un escritor y periodista italiano.

## Biografía
Trabajó durante dieciséis años en el Corriere della Sera, periódico que abandonó en junio de 2003 porque consideraba que no tenía libertad para ejercier el periodismo. Fue senador de 1994 a 1996 por la coalición de izquierdas de la XII legislatura. En 1996 rechazó presentarse de nuevo. En 1997 recibió el Premio Viareggio de ensayo por su libro Promemoria. En 1998 hizo un cameo en la película Aprile de Nanni Moretti, interpretándose a sí mismo.

## Obras
- La forza della democrazia. La strategia della tensione in Italia (1969-1976), con Marco Fini, Einaudi, 1977
- Africo. Una cronaca italiana di governanti e governanti, di mafia, di potere e di lotta, Einaudi, 1979
- Il sovversivo. Vita e morte dell´anarchico Serantini, Einaudi, 1992
- Il disordine, Einaudi, 1993
- Un eroe borghese. Il caso dell´avvocato Ambrosoli assassinato dalla mafia politica, Einaudi, 1991
- Promemoria. Uno straniero in patria tra Campo de´Fiori e Palazzo Madama, Garzanti, 1997, Premio Viareggio
- Ameni inganni. Lettere da un paese normale, con Gherardo Colombo, Garzanti, 2000
- Patrie smarrite. Racconto di un italiano, Garzanti, 2003
- I cavalli di Caligola. L´Italia riveduta e corretta, Garzanti, 2003
- Maestri Infideli. Ritratti del Novecento, Garzanti, 2008